# Grammarly
Grammarly é um verificador de gramática on-line, verificador ortográfico e uma plataforma de detecção de plágio para o idioma inglês desenvolvido pela Grammarly, Inc. O software foi lançado pela primeira vez em julho de 2009. Os recursos de revisão gramaticalmente conferem mais de 250 regras gramaticais.

## História
O Grammarly é um aplicativo que detecta automaticamente possíveis erros de gramática, ortografia, pontuação, escolha de palavras e estilo na escrita. Os algoritmos de Grammarly sinalizam possíveis problemas no texto e sugerem correções específicas do contexto para gramática, ortografia, palavreado, estilo, pontuação e plágio. Está disponível através de uma extensão de navegador para o Chrome, Safari, Firefox e Edge. Grammarly está disponível como um aplicativo para iOS e Android; o serviço premium está disponível para um pagamento mensal ou anual.
Foi desenvolvido em 2009 pelos ucranianos Alex Shevchenko e Max Lytvyn, em Kiev. O mecanismo de gramática de back-end é escrito em Common Lisp. O aplicativo é de propriedade da Grammarly Inc da área de San Francisco, Califórnia.
Em 2018, um bug de segurança foi descoberto na versão de Grammarly da extensão de navegador da Web que permitia a todos os sites acessar tudo o que o usuário já havia digitado no Grammarly Editor. Esse bug foi corrigido rapidamente. Grammarly disse que não há evidências de que a vulnerabilidade de segurança foi usada para acessar os dados da conta de qualquer cliente.
Em outubro de 2018, anunciou o suporte para o Google Docs.